# Evangélikus templom (Sárbogárd)
Sárbogárdi Evangélikus Egyházközség temploma egy egyházi épület Sárbogárdon a Sárbogárdi járásban.
Sárbogárd településen összesen 12 templom épült. 1949-ben szentelték templommá az épületet, ami korábban kovácsműhelyként funkcionált. Fafaragás díszítéseket találnak a templomba látogatók.

## Külső hivatkozások
- Sárbogárdi Evangélikus Egyházközség templomának képei